# شهر یاندیان، لیاونینگ
شهر یاندیان، لیاونینگ (به لاتین: Yandian Township) یک شهرک در جمهوری خلق چین است که در وافانگدیان واقع شده‌است. شهر یاندیان ۴۳ متر بالاتر از سطح دریا واقع شده‌است.